# Gaspard II. de Coligny

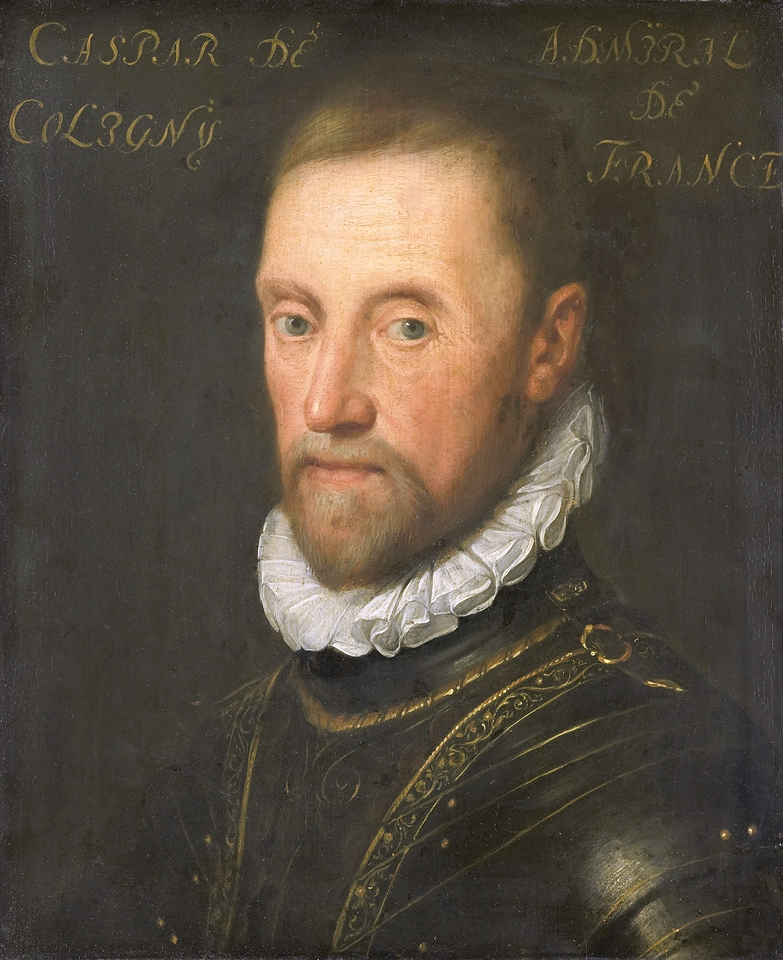
Gaspard de Coligny, von Jan Anthoniszoon van Ravesteyn

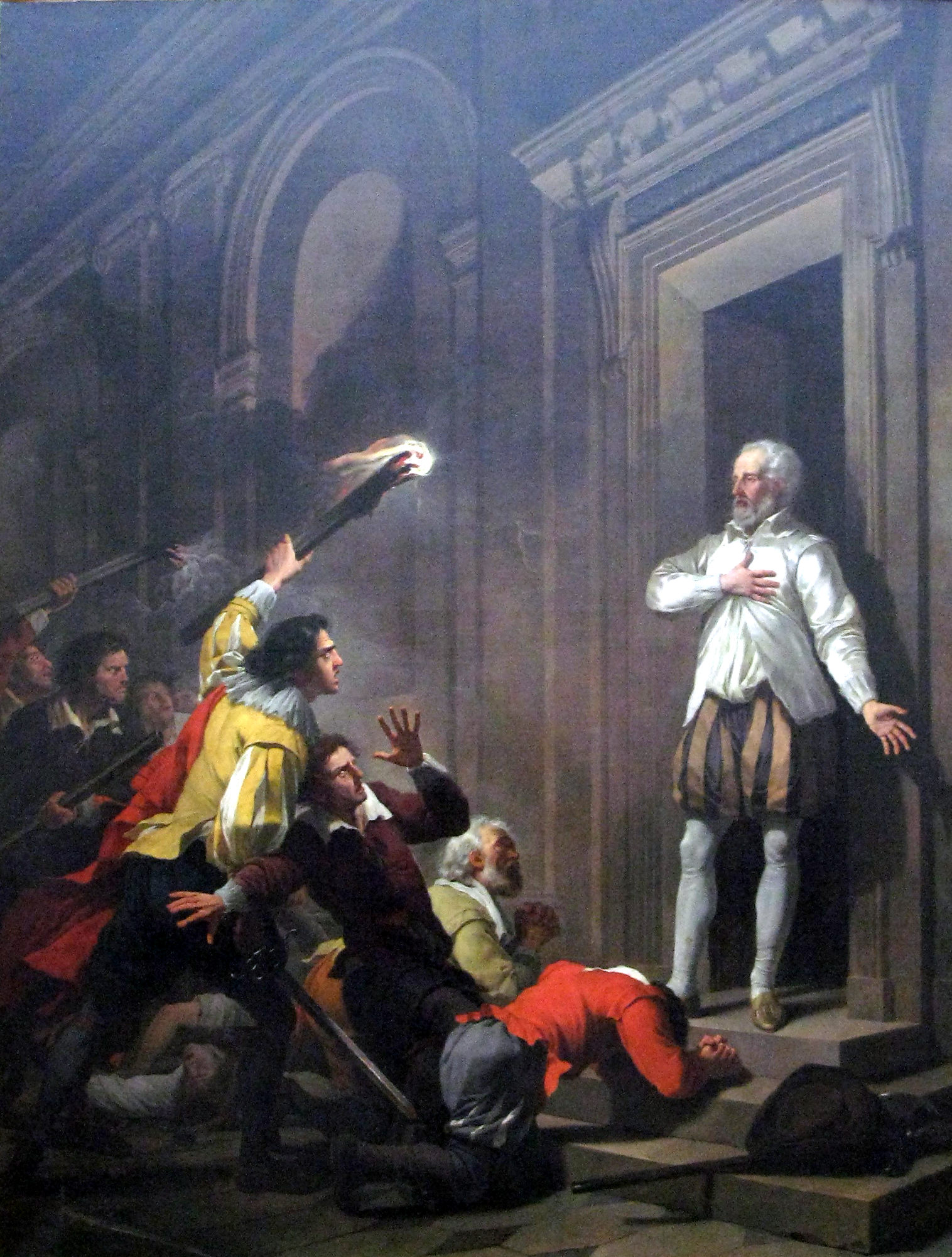
Coligny beeindruckt seine Mörder von Joseph-Benoît Suvée, 1787

Gaspard II. de Coligny, Comte de Coligny, Pair von Frankreich, (* 16. Februar 1519 in Châtillon-sur-Loing; † 24. August 1572 in Paris) war ein französischer Adeliger, Admiral von Frankreich und Hugenottenführer. Er war eines der ersten Opfer der Bartholomäusnacht.

## Leben

### Vom Höfling zum Admiral
Als Sohn des französischen Marschalls Gaspard I. de Coligny, Comte de Coligny, Seigneur de Châtillon, und dessen Gemahlin Louise de Montmorency – einer Schwester von Anne de Montmorency, Connétable von Frankreich von 1538 bis 1541 – geboren, bekam er seine Erziehung ab dem Alter von 20 Jahren am Hof des französischen Königs Franz I. Dort schloss er Freundschaft mit Franz von Guise und begleitete mit diesem 1543 den König in den Krieg.
Vor Montmédy und Bains und in Italien bewies er wie sein Bruder François de Coligny-d’Andelot solche Tapferkeit, dass beide auf dem Schlachtfeld von Cerisoles von dem Grafen von Enghien zu Rittern geschlagen wurden.
An den Feldzügen gegen Kaiser Karl V. in den Niederlanden und Italien 1547 nahm er teil und wurde 1547 zum Colonel général der Infanterie ernannt. Im September 1551 folgte seine Ernennung zum Gouverneur von Paris und der Île-de-France, im November des Folgejahres 1552 beteiligte er sich an der Seite des Königs am Feldzug nach Lothringen, durch den die Bistümer Metz, Toul und Verdun an Frankreich fielen. Er wurde anschließend zum Admiral von Frankreich ernannt.
Als solcher dürfte er an den Kartografen und „Seher von Dieppe“ Guillaume Le Testu den Auftrag für eine Cosmographie Universelle selon le Navigateurs (eine Weltkarte mit Texten und Illustrationen) gegeben haben, in die Le Testu erstaunliche Details im damals noch unerforschten Westaustralien einbrachte.
Wieweit de Coligny selbst zur See fuhr, ist nicht genau überliefert. Doch schreibt Gerald Sammet im Standardwerk Die Welt der Karten: historische und moderne Kartografie im Dialog, er sei (später?) ein Gefolgsmann des berühmten Weltumseglers, Entdeckers und Navigators Francis Drake gewesen.

### Feindschaften und Hugenottenkriege
Der Sieg in der Schlacht bei Renty 1554 vergrößerte seinen Ruhm, entzweite ihn aber mit François de Guise, der den Sieg für sich beanspruchte. Die Feindschaft zwischen beiden steigerte sich noch dadurch, dass der Herzog den von Coligny am 5. Februar 1556 geschlossenen Waffenstillstand von Vaucelles nicht beachtete. Saint-Quentin fiel 1557 trotz der Verteidigung Colignys in Feindeshand, Coligny selbst wurde gefangen. Die Jahre 1557 bis 1559 verbrachte Coligny in Sluis und Gent in spanischer Gefangenschaft. Nach der Zahlung eines hohen Lösegeldes wurde er schließlich freigelassen.
Nach dem Tode des Königs Heinrich II., 1559, wurde Coligny von seinem Bruder dazu bewogen, zum Calvinismus überzutreten. Er kämpfte in den Hugenottenkriegen 1562/1563 und 1567 bis 1570 als Feldherr und politisches Oberhaupt der Hugenotten gegen die katholischen Truppen und politisch gegen den Einfluss der Familie Guise, war aber bemüht um Kompromisse mit König Karl IX.
Als die Schlacht bei Dreux (1562), in welcher Condé, der Führer der Hugenotten, gefangen wurde, unglücklich ausgegangen war, rettete Coligny die Reste des geschlagenen Heers durch einen Rückzug und wandte sich Richtung Normandie, wo er Pont-l’Évêque und Caen nahm. Mit dem von Condé abgeschlossenen Edikt von Amboise (1563) war Coligny nicht einverstanden, und wenn er sich auch äußerlich mit den Guisen versöhnte, so bewog ihn doch die Zusammenkunft der Königin Katharina mit dem Herzog von Alba zur Vorsicht.
Als der Hof sich 1567 auf Schloss Montceaux aufhielt, versuchte er am 27. September, diesen durch einen plötzlichen Überfall, die Surprise de Meaux, in seine Gewalt zu bringen. Das Unternehmen misslang aber, und der Krieg entbrannte von neuem, in welchem Coligny mit Condé und nach dessen Tod in der Schlacht bei Jarnac (13. März 1569) allein die Hugenotten befehligte. Voller Zuversicht in die Gerechtigkeit seiner Sache führte er, obwohl vom Pariser Parlament geächtet, den Kampf unter den schwierigsten Verhältnissen fort.

### Religionsfriede und Attentat
Er belagerte vergeblich Poitiers, erlitt in der Schlacht bei Moncontour (3. Oktober 1569) eine Niederlage gegen den Herzog von Anjou, Bruder des Königs, und Mathurin I. de Rougé, siegte aber im Juni 1570 über die überlegene Macht des Marschalls Cossé bei Arnay-le-Duc in Burgund, worauf der für die Hugenotten günstige Friede von Saint-Germain (8. August 1570) geschlossen wurde.
1571 versuchte er ein gemeinschaftliches Heer der Hugenotten und der Katholiken gegen die Niederlande aufzustellen. Sein wachsender Einfluss auf den König führte, als er im Vertrauen auf die Gunst des Königs zur Vermählung des Königs Heinrich von Navarra mit Margarete von Valois nach Paris kam, zum Attentat am 22. August 1572 auf den Admiral von Frankreich. Die Königsmutter Katharina von Medici und die Familie Guise initiierten zwei Tage später die so genannte Bartholomäusnacht: Coligny und die Mehrzahl der prominenten und einflussreichen Hugenotten fanden in der Nacht des 24. August 1572 den Tod. Heinrich von Navarra, der Herzog von Bourbon und spätere französische König Heinrich IV., trat in dieser Nacht zum Katholizismus über und rettete dadurch sein Leben.
Um Mitternacht drang der Herzog von Guise mit Bewaffneten in Colignys Wohnung ein. Sie überfielen ihn, während er gerade Calvins Kommentar zum Ijob las, und stießen ihn nieder. Er sollte aus dem Fenster gestürzt werden, wehrte sich aber und wurde getötet. Sein Leichnam wurde, nachdem ihm das Haupt abgeschlagen worden war, auf Parlamentsurteil hin zum Richtplatz geschleift und an den Galgen von Montfaucon gehängt. Montmorency ließ ihn nach drei Tagen abnehmen und ihn erst in Chantilly, dann in Montauban verwahren. Erst 1599, als Colignys Andenken durch königliche Briefe wieder gereinigt war, wurde er in Châtillon in der Gruft seiner Ahnen beigesetzt.

## Ehen und Nachkommen
Gaspard heiratete in erster Ehe 1547 Charlotte de Laval, Tochter des Grafen Guy XVI. de Laval, in der Kapelle des château de Montmuran im heutigen Département Ille-et-Vilaine. Charlotte de Laval starb im Jahre 1568. Sie hatten fünf Kinder:
- Henri de Coligny (* 1551; † 1552)
- Gaspard de Coligny (* 1554; † 1563)
- Luise (* 1555; † 1620) vermählte sich 1583 mit dem Prinzen Wilhelm von Oranien und wurde die Mutter des Prinzen Friedrich Heinrich, Statthalters der Niederlande.
- François de Coligny (* 1557; † 1591) comte de Coligny et seigneur de Châtillon-sur-Loing.
- Charles de Coligny (* 1564; † 1632) marquis de Coligny-le-Vieux, d’Andelot et de Saint-Bris etc. französischer Feldmarschall.

In zweiter, kinderloser Ehe heiratete er am 25. März 1571 in La Rochelle Jacqueline de Montbel, comtesse d’Entremont et de Nottage (1541–1600).

## Gedenken
Denkmäler

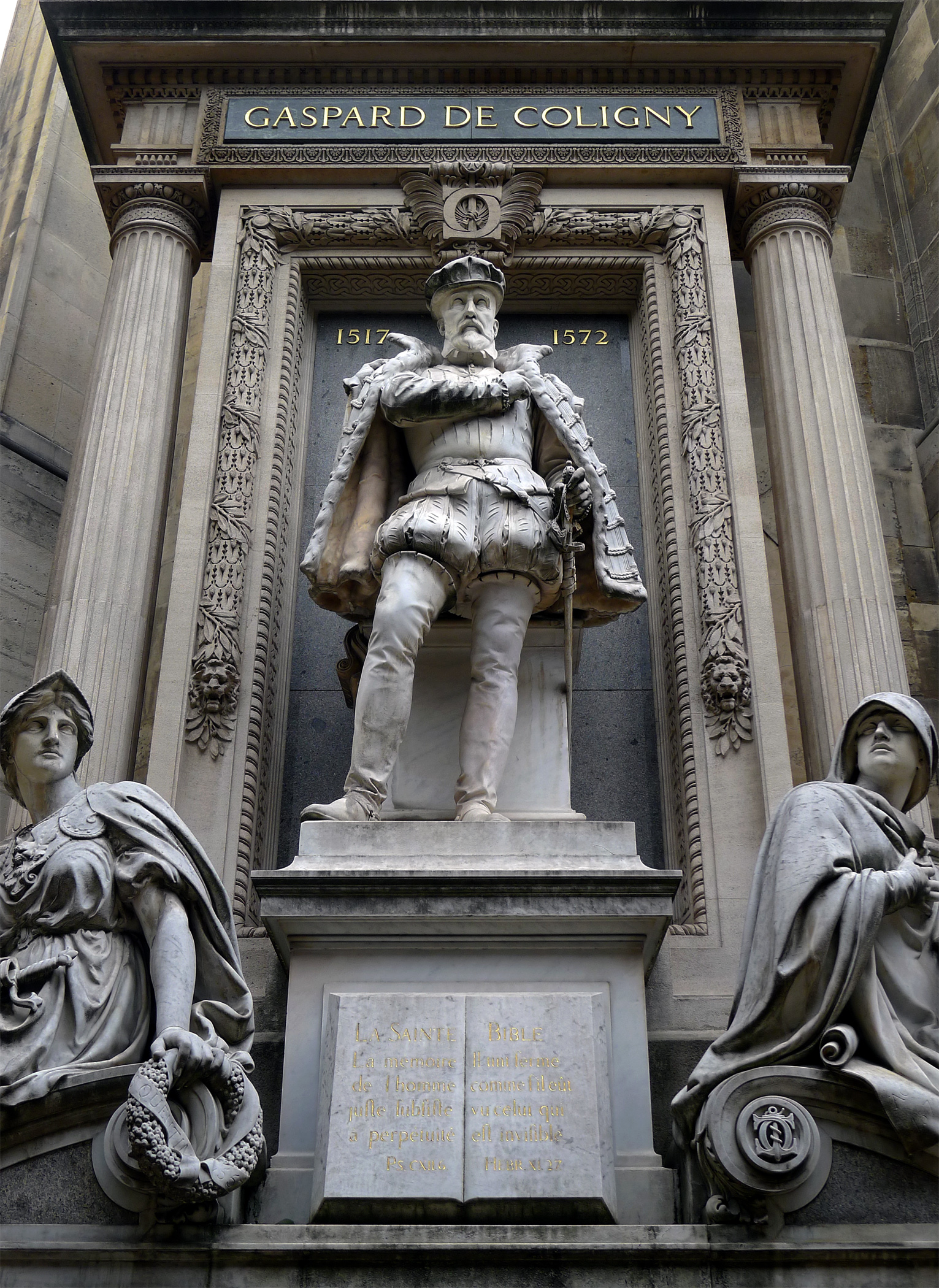
Statue von Gaspard II. de Coligny in Paris

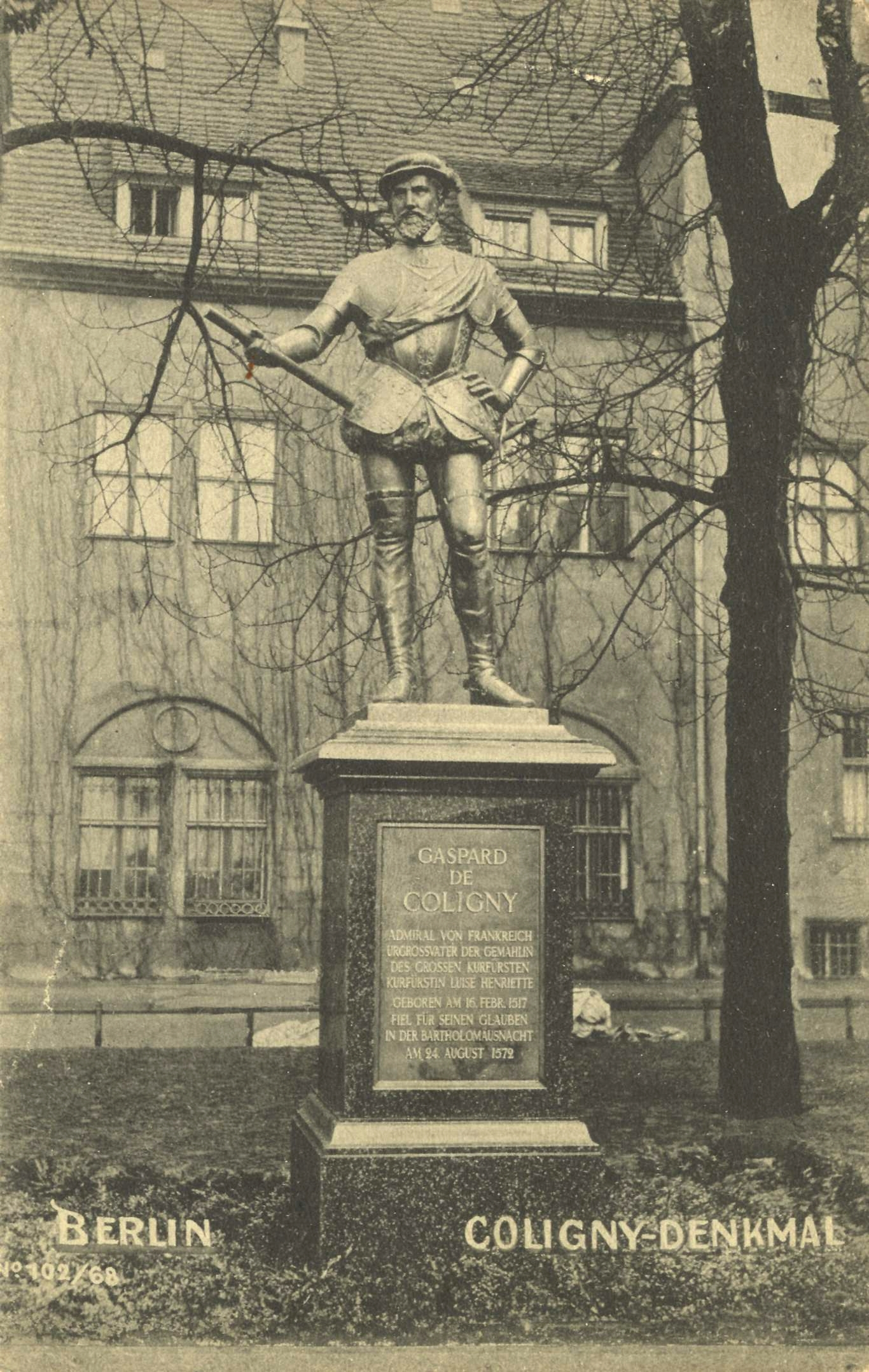
Denkmal für Coligny von Emil von Görtz
Standort vor dem Berliner Stadtschloss, Verbleib unbekannt

In Paris ist seine Statue im Rahmen eines Denkmals für den in der Bartholomäusnacht ermordeten Hugenottenführer außen an der Chorseite der Eglise Réformée de l’Oratoire du Louvre, an der Rue de Rivoli, zu sehen. Das Denkmal wurde 1889, auf Veranlassung von Pastor Eugène Bersier, errichtet.
Eine Statue de Colignys steht am Genfer Reformationsdenkmal.
1905 wurde in Berlin ein Denkmal vor dem Berliner Stadtschloss aufgestellt, auf dem auch an Colignys Urenkelin Luise Henriette von Oranien erinnert wurde. Der Verbleib dieser Statue des Bildhauers Emil von Schlitz genannt von Görtz nach dem II. Weltkrieg ist ungeklärt. Am 19. Oktober 1912 wurde vor dem Marinestationsgebäude in Wilhelmshaven ein Standbild enthüllt, das von dem Berliner Bildhauer Martin Wolff entworfen wurde. Das Denkmal wurde von Kaiser Wilhelm II. gestiftet, der als Nachfahre Luise Henriettes auch den Titel eines Prinzen von Oranien trug. Der Monarch war auch bei der offiziellen Einweihung des Standbildes anwesend. Die Statue wurde im Zweiten Weltkrieg eingeschmolzen.
Orte
Folgende Orte wurden nach ihm benannt:
- Coligny (Südafrika)
- Fort Coligny in Rio de Janeiro, Brasilien

Literarische Verarbeitungen
- Heinrich Mann
  - Die Jugend des Königs Henri Quatre (Roman)
  - Die Vollendung des Königs Henri Quatre (Roman)
- Conrad Ferdinand Meyer: Das Amulett (Novelle)
- Alexandre Dumas: Die Bartholomäusnacht (Roman)

Kirchlicher Gedenktag
Gaspard de Colignys Gedenktag im Evangelischen Namenkalender der Evangelischen Kirche in Deutschland ist der 23. August. Hier steht er stellvertretend für alle Opfer der Bartholomäusnacht.